# Ovi
Ovi (poi rinominato Servizi Nokia) era il nome di una serie di servizi internet offerti dall'azienda di telefoni cellulari finlandese Nokia per i cellulari dotati di sistema operativo Symbian e della piattaforma Nokia Asha. Ovi significa "porta" in finlandese. 
Ovi è stato inaugurato il 29 agosto 2007 a Londra.

## Suite
La Nokia Suite (precedentemente Nokia Ovi Suite) permette agli utenti di telefonia di organizzare condividere le loro foto e dati PIM tra il computer e il loro dispositivo. È provvista di una serie di sottoprogrammi, tra i quali Nokia Music, Nokia Photo, Nokia Map Loader, ed è volta a sostituire Nokia PC Suite, poiché è in grado di interfacciarsi con i telefoni cellulari di ultima generazione con sistema operativo Symbian serie 60, e consente la sincronizzazione di contatti, messaggi, mail e appuntamenti direttamente dai cellulari. La versione attuale è la 3.8.30

## MixRadio
MixRadio (precedentemente Nokia Musica ancor prima Ovi Music Store) è un servizio di streaming della musica, che fornisce gratuitamente della musica personalizzata e senza pubblicità

## Here Maps
Here Maps (precedentemente Nokia Maps ancor prima Ovi Maps) è un servizio di carte stradali per telefoni cellulari e i dispositivi multimediali avanzati (smartphone). Si installa su piattaforme Symbian, Piattaforma Nokia Asha, Piattaforma Nokia X, Android (da dicembre 2014) e iOS (a partire dal 2015) la licenza è proprietaria. Il servizio di navigazione stradale è stato reso gratuito il 21 gennaio 2010

## Store
Nokia Store (precedentemente Ovi Store) è un negozio virtuale per scaricare applicazioni, sia gratuite che a pagamento, create dai vari programmatori iscritti. È disponibile su Symbian, Piattaforma Nokia Asha e Piattaforma Nokia X. Dopo la fine dell’accordo con Microsoft lo store Nokia è stato sostituito con l'Opera mobile store.

## Mail
Nokia Mail (precedentemente Ovi Mail) è la casella e-mail in collaborazione con Yahoo! Nokia che supporta push email su tutti i dispositivi della casa finlandese. Il servizio è stato interrotto il 1º Gennaio 2015

## Calendar
Nokia Calendar (precedentemente Ovi Calendar) è un servizio di gestione calendari simile a Google Calendar. Il servizio è stato interrotto il 1º Gennaio 2015

## Contenuto
Dall'Ovi Store è possibile scaricare i seguenti contenuti:
- I consigliati da Nokia
- Applicazioni
- Giochi
- Contenuti Audio e Video
- I contenuti di Personalizzazione

Infine è possibile vedere tutti i vari contenuti acquistati